# محمدحسین فرح‌بخش
محمدحسین فرح‌بخش (زاده ۴ تیر ۱۳۳۸) کارگردان، فیلم‌نامه‌نویس و تهیه‌کنندهٔ ایرانی است. او حرفهٔ خود را با تهیه‌کنندگی ریشه در خون (۱۳۶۳) آغاز کرد.

## دیدگاه‌ها
جمعی از زنان سینماگر ایرانی در اعتراض به خشونت و آزارگری و اعمال قدرت بر زنان در محیط سینما بیانیه صادر کردند و تشکیل کمیته‌ای مستقل در خانه سینما برای رسیدگی به این روایت‌ها را خواستار شدند، این بیانیه به بیانیه ۸۰۰ زن معروف شد. فرح بخش در مورد این بیانیه در گفت‌وگوی پنجشنبه ۱۶ تیر ۱۴۰۱ با رادیو اعلام کرد: «اگر مملکت صاحب داشته باشد، این ۸۰۰ نفر را باید شلاق بزنیم.»

## فیلم‌شناسی
| سال  | نام فیلم         | تهیه‌کننده       | کارگردان       | سایر نقش‌ها                                    |
| ---- | ---------------- | --------------- | -------------- | --------------------------------------------- |
| ۱۴۰۳ | ناجورها          | آری             | آری            |                                               |
| ۱۴۰۲ | مفت‌بر            | آری             | عادل تبریزی    |                                               |
| ۱۴۰۱ | شهر هرت          | آری             | کریم امینی     |                                               |
| ۱۴۰۰ | قدغن             | آری             | مجید مافی      |                                               |
| ۱۳۹۹ | تک‌خال            | آری             | مجید مافی      |                                               |
| ۱۳۹۸ | زن‌ها فرشته‌اند:۲  | آری             | آرش معیریان    |                                               |
| ۱۳۹۷ | ایکس لارج        | آری             | محسن توکلی     |                                               |
| ۱۳۹۶ | دشمن زن          | آری             | کریم امینی     |                                               |
| ۱۳۹۶ | خالتور           | آری             | آرش معیریان    |                                               |
| ۱۳۹۵ | پا تو کفش من نکن | عبدالله علیخانی | آری            |                                               |
| ۱۳۹۵ | آس و پاس         | آری             | آرش معیریان    |                                               |
| ۱۳۹۴ | آبنبات چوبی      | آری             | آری            |                                               |
| ۱۳۹۳ | شانس، عشق، تصادف | آری             | آرش معیریان    |                                               |
| ۱۳۹۳ | مستانه           | آری             | آری            |                                               |
| ۱۳۹۲ | نازنین           | آری             | مهدی گلستانه   |                                               |
| ۱۳۹۱ | پس‌کوچه‌های شمرون  | آری             | کامران قدکچیان |                                               |
| ۱۳۹۱ | رژیم طلایی       | آری             | رضا سبحانی     |                                               |
| ۱۳۹۰ | زندگی خصوصی      | آری             | آری            |                                               |
| ۱۳۸۹ | دردسر بزرگ       | آری             | مهدی گلستانه   |                                               |
| ۱۳۸۹ | دختر شاه‌پریون    | آری             | کامران قدکچیان | مدیر تولید                                    |
| ۱۳۸۸ | سلام بر عشق      | آری             | اصغر نعیمی     |                                               |
| ۱۳۸۷ | آقای هفت رنگ     | آری             | شهرام شاه‌حسینی | مدیر تولید                                    |
| ۱۳۸۶ | زن‌ها فرشته‌اند    | آری             | شهرام شاه‌حسینی |                                               |
| ۱۳۸۶ | کلاغ‌پر           | آری             | شهرام شاه‌حسینی | مدیر تولید                                    |
| ۱۳۸۵ | مهمان            | آری             | سعید اسدی      | طرح اولیه داستان                              |
| ۱۳۸۴ | سوغات فرنگ       | آری             | کامران قدکچیان | مدیر تولید                                    |
| ۱۳۸۳ | شارلاتان         | آری             | آرش معیریان    | نویسنده فیلم‌نامه، مدیر تولید                  |
| ۱۳۸۳ | عروس فراری       | آری             | بهرام کاظمی    | برنامه‌ریز، مدیر تولید                         |
| ۱۳۸۲ | کما              | آری             | آرش معیریان    | مشاور کارگردان، مدیر تولید                    |
| ۱۳۸۱ | عطش              | عبدالله علیخانی | آری            | طرح اولیه داستان                              |
| ۱۳۸۱ | رز زرد           | آری             | داریوش فرهنگ   | مجری طرح، مدیر تولید                          |
| ۱۳۷۹ | آواز قو          | آری             | سعید اسدی      | مشاور کارگردان، مجری طرح                      |
| ۱۳۷۹ | تکیه بر باد      | آری             | داریوش فرهنگ   | مدیر تولید                                    |
| ۱۳۷۹ | شب‌های تهران      | آری             | داریوش فرهنگ   | مدیر تولید                                    |
| ۱۳۷۸ | دوستان           | آری             | علی شاه‌حاتمی   | عکاس، مدیر تولید                              |
| ۱۳۷۶ | زخمی             | آری             | کامران قدکچیان | عکاس، مدیر تولید                              |
| ۱۳۷۵ | عقرب             | آری             | بهروز افخمی    | عکاس، برنامه‌ریز، مدیر تولید                   |
| ۱۳۷۴ | گروگان           | آری             | اصغر هاشمی     | عکاس، مدیر تولید                              |
| ۱۳۷۴ | پاک‌باخته         | آری             | غلامحسین لطفی  | نویسنده فیلم‌نامه، مدیر تولید                  |
| ۱۳۷۳ | بهشت پنهان       | آری             | کامران قدکچیان |                                               |
| ۱۳۷۳ | تحفه هند         | آری             | محمدرضا زهتابی | مدیر تولید                                    |
| ۱۳۷۳ | نیش              | آری             | همایون اسعدیان | نویسنده فیلم‌نامه، عکاس، برنامه‌ریز، مدیر تولید |
| ۱۳۷۱ | دو روی سکه       | آری             | محمد متوسلانی  | عکاس، مجری طرح، مدیر تولید                    |
| ۱۳۷۱ | قافله            | آری             | مجید جوانمرد   | طراح صحنه و لباس، عکاس، مدیر تولید            |
| ۱۳۷۰ | آواز تهران       | آری             | کامران قدکچیان | عکاس، مدیر تولید                              |
| ۱۳۷۰ | شانس زندگی       | آری             | شهریار پارسی   | عکاس، برنامه‌ریز، مدیر تولید                   |
| ۱۳۶۹ | تیغ آفتاب        | آری             | احمد هاشمی     | عکاس، مدیر تولید                              |
| ۱۳۶۸ | بچه‌های طلاق      | رضا بانکی       | تهمینه میلانی  | مدیر تولید                                    |
| ۱۳۶۸ | دستمزد           | آری             | مجید جوانمرد   | مدیر تولید                                    |
| ۱۳۶۷ | شب حادثه         | آری             | سیروس الوند    | مدیر تولید                                    |
| ۱۳۶۶ | غریبه            | آری             | شاپور قریب     | مدیر تولید                                    |
| ۱۳۶۶ | گمشدگان          | آری             | محمدعلی سجادی  | مدیر تولید                                    |
| ۱۳۶۵ | ماموریت          | آری             | حسین زندباف    | مدیر تولید                                    |
| ۱۳۶۴ | گردباد           | آری             | کامران قدکچیان | دستیار کارگردان                               |
| ۱۳۶۳ | شب‌شکن            | آری             | خسرو ملکان     |                                               |
| ۱۳۶۳ | ریشه در خون      | آری             | سیروس الوند    | دستیار کارگردان                               |